# Karl Adler (Kunstsammler)
Karl Adler (* 8. September 1873 in München; † 22. November 1938 im KZ Dachau) war ein Kriegsveteran, Bettfederfabrikant, Kunstsammler- und Förderer.

## Leben

### Kindheit und Familie
Karl Adler wurde als viertes Kind des Ehepaars Maier Löw und Sofia Adler (geb. Rosengart) in München geboren. Seine Mutter starb, als er sechs Jahre alt war. Sein Vater war zusammen mit zwei Partnern Gründer und Inhaber der Bettfedernfabrik J. Schöpflich & Adler. Während über die Kindheit und Jugend von Karl Adler wenig bekannt ist, gibt es Anhaltspunkte, die vermuten lassen, dass Karl in einen kunstaffinen Haushalt aufwuchs. Von seinem Vater gibt es ein Porträt des Münchner Malers Leo Putz und der Bruder seiner Mutter war mit der Schwester von Heinrich Thannhauser verheiratet, der zu den einflussreichsten Galeristen und Kunsthändlern Deutschlands gehörte.

### Tätigkeit als Kunstsammler
Gemeinsam mit seinem Bruder Max wurde Karl Adler Mitinhaber und Gesellschafter der Adler Bettfedernfabrik, die sein Vater gegründet hatte. Die Firma war mit beinahe 80 Angestellten die Größte ihrer Art in München. Im Dezember 1905 heiratete Karl die Tochter eines Münchner Kaufmanns, Emilie Silbermann. Das Ehepaar bekam fünf Kinder und zog im April 1923 in eine Villa am Isarhochufer in München.
Karl und Emilie Adler statteten ihr Haus in München-Harlaching mit wertvollen Gemälden, Möbeln, Kunsthandwerk, Skulpturen und Orientteppichen aus, die sie zum Teil auf Karls Geschäftsreisen in aller Welt erworben hatten. Karl Adler war aber vor allem ein Grafiksammler und konzentrierte sich auf moderne Kunst.
Unterstützt, inspiriert und beraten wurde das Ehepaar Adler im Verlauf des Sammlungsaufbaues von ihrem Schwiegersohn Erich Glas; seinerseits ein moderner Künstler, der an der Staatlichen Kunstgewerbeschule München und am Bauhaus in Weimar sein Handwerk erlernte und dessen Grafiken ebenfalls in der Sammlung Adler vertreten waren.

### Förderer, Mentor und Freundschaften mit jungen Künstlern
Neben Glas fanden auch viele andere junge Künstler mit den Adlers wertvolle Förderer und wurden nicht selten gute Freunde der Familie. Ihre Sammlung wuchs zu einer der größten bekannten Zusammenstellungen von Drucken und Radierungen ihrer Zeit.
Adlers Sammlung umfasste Werke von Lovis Corinth, Olaf Gulbransson, Oskar Kokoschka, Käthe Kollwitz, Alfred Kubin, Edwin Scharff, Josef Scharl, Max Slevogt und Karl Schmidt-Rottluff. Dabei vernetzte Karl die Künstler, deren Werke er sammelte, auch untereinander. So sagte sein Schwiegersohn Erich Glas rückblickend über ihn:

„Ich war Zeuge und Mitgeniesser seiner engen Verbindung zu vielen Malern und Sammlern. Ein grosser Teil seiner Sammlung basierte auf der persönlichen Freundschaft zu Künstlern, deren Werke bis heute Namen und Marktwert behalten haben.“

Eine lange Korrespondenz zwischen Adler und Alfred Kubin bezeugt genau dieses Verhältnis. Hier zeigt sich ein überaus freundschaftlicher Umgang mit beidseitigem Respekt. So spricht Adler immer wieder Lobeshymnen auf Kubin aus und Kubin schenkt seinem Förderer verschiedene Grafiken. Aber auch die geschäftliche Beziehung lässt sich in den Briefen feststellen: Nicht nur erwarb Adler Kunstwerke von Kubin für seine eigene Sammlung, sondern Kubin beauftragte Adler auch, seine Kunst zu veräußern und Käufer zu finden. 

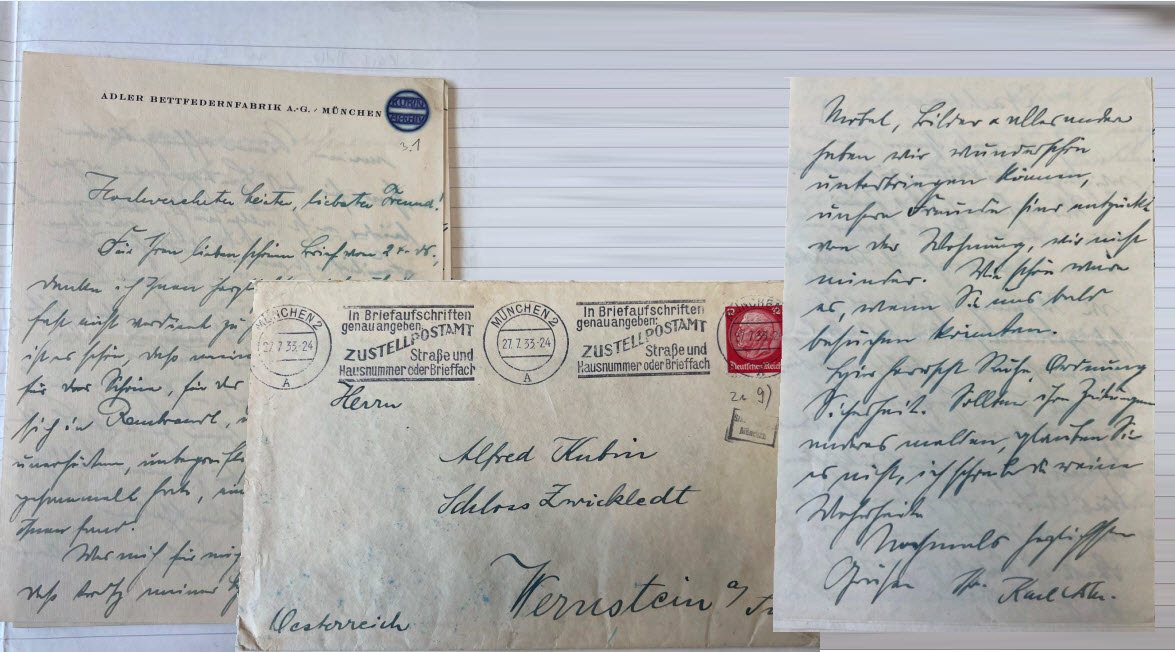
Korrespondenz zwischen Karl Adler und Alfred Kubin.

### Nationalsozialismus
Nach der Machtergreifung geriet die jüdische Familie zunehmend ins Visier der Nationalsozialisten. Karls ältester Bruder und Mitbetreiber der Bettfedernfabrik Max Adler wurde einige Tage in „Schutzhaft“ genommen und nach seiner Freilassung überwacht. Karls Schwiegersohn und Freund Erich Glas verlor in Berlin seine Lehranstellung. Zudem wurde die Bettfedernfabrik Ziel antisemitischer Boykotte. Aufgrund der Gefahrenlage beschlossen Karl Adlers Söhne, seine Tochter Susanne und ihr Mann Erich Glas Deutschland zu verlassen und nach Palästina zu emigrieren. Karl und seine Frau Emilie hingegen blieben in München.
Im August 1938 wurden Karl und Max Adler gezwungen, die Bettfedernfabrik zu schließen. Nach der Löschung des Unternehmens aus dem Münchner Handelsregister, wurde die Bettfedernfabrik Adler von der Roßhaarspinnerei Dr. Volkhardt & Cie übernommen, beziehungsweise „arisiert“.

### Tod

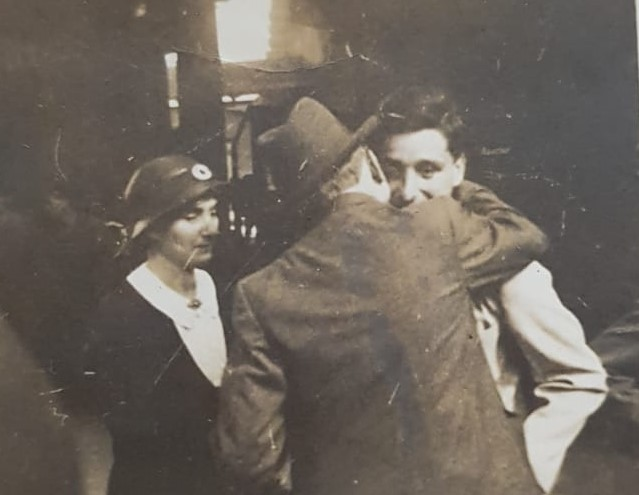
Karl Adler und seine Frau Emilie verabschieden ihren Sohn Meir vor dessen Emigration nach Palästina; München 1934.

Unter Beihilfe von Kunsthistorikern, Kuratoren und Direktoren der Münchner Museen wurde die Sammlung von Karl und Emilie Adler von der Gestapo gezielt geplündert. Karl Adler erlebte die Beschlagnahme seines Besitzes und seiner Kunstsammlung nicht mehr. Er wurde am 10. November 1938, dem Tag nach der Reichspogromnacht, von der Gestapo verhaftet und ins KZ Dachau gebracht. Dort starb er am 22. November 1938 unter nicht geklärten Umständen. Das Totenbuch verzeichnet ihn bei den Häftlingen, die eines gewaltsamen Todes starben. Seiner Frau Emilie emigrierte kurz danach ins Mandatsgebiet Palästina. Den fünf Kindern des Ehepaars gelang dieser Schritt bereits 1935.

## Aufarbeitung
Bei ihrer Ausreise wurde Emilie Adler lediglich gestattet, ein Porträt ihres Mannes von Josef Scharl mitzunehmen. Laut den Aussagen von ihr, ehemaligen Angestellten und Freunden von der Familie, kamen nach Karls Verhaftung mehrmals Gestapo-Mitglieder, welche nicht nur die zahlreichen Bilder und Grafiken mitnahmen, sondern auch wertvolle Möbel, Bücher und Kunstgegenstände. Der Verbleib des Großteils der Sammlung ist bis heute ungeklärt.
Mit Hilfe der Jewish Restitution Successor Organization (JRSO) beantragte Emilie Adler 1960 ein Rückerstattungsverfahren bei der Wiedergutmachungskammer. Sie war durch die Ermordung ihres Mannes und der Beschlagnahme ihres Besitzes nachweislich traumatisiert und hatte dementsprechend Schwierigkeiten sich an die genauen Einzelheiten zu erinnern. Außerdem lagen der Wiedergutmachungskammer keine Dokumente vor, welche die beschlagnahmten Güter auflisteten. Nach langen Verhandlungen wurde Emilie Adler eine Entschädigung von 10.000 DM zugesprochen, was allerdings nur einen Bruchteil des geschätzten Werts der Sammlung entspricht. Von den Nachfahren der Familie Adler wurde 2021 ein Projekt in Zusammenarbeit mit dem Deutschen Zentrum Kulturgutverluste gestartet, dass sich mit der Rekonstruktion und den Verbleib der Sammlung beschäftigt.